# Strangalia sallaei
Strangalia sallaei là một loài bọ cánh cứng trong họ Cerambycidae.